# الاستخدامات البشرية للزواحف

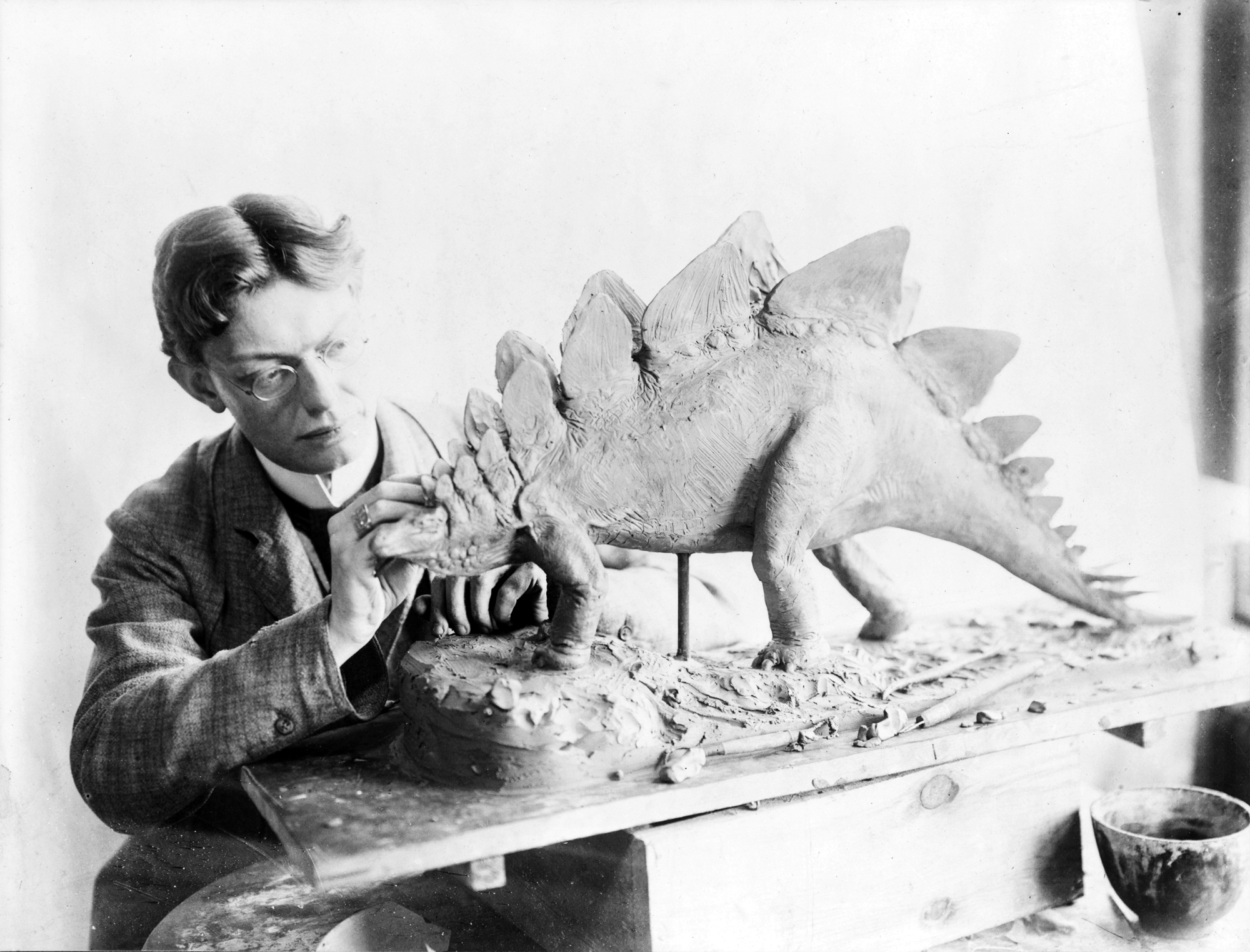

استخدم البشر الزواحف لعدة قرون في أمور رمزية وعملية. تشمل الاستخدامات الرمزية للزواحف اعتبارات أسطورية ودينية وفلكلورية، بالإضافة إلى الرموز التصويرية مثل شعار الدواء الذي يشبه الثعبان. تنتشر أساطير المخلوقات ذات السمات الشبيهة بالأفاعي والزواحف في جميع أنحاء العالم، من التنانين الصينية والأوروبية إلى الوولونغا الأسترالية. وردت في الأساطير الكلاسيكية حكايات عن هيدرا ليرنا ذات الرؤوس التسعة، وأخوات غورغون ومنهم ميدوسا ذات الشعر الأفعواني، والجبابرة ذوي أرجل الثعابين. تظهر التماسيح في ديانات الهندوسية وعند الأزتك.
من بين الاستخدامات العملية للزواحف تصنيع مضادات سم الأفعى، وإنشاء مزارع التماسيح من أجل الجلود واللحوم. ما زالت  الزواحف تشكل تهديدًا للبشر، إذ تقتل الثعابين عشرات الآلاف كل عام، بينما تهاجم التماسيح وتقتل مئات الأشخاص كل عام في جنوب شرق آسيا وإفريقيا. ومع ذلك، يربي الناس بعض الزواحف مثل الإغوانة والسلاحف وثعبان الذرة كحيوانات أليفة.
بعد فترة وجيزة من اكتشافها في القرن التاسع عشر، كانت الديناصورات ممثلة للجمهور على أنها منحوتات ضخمة في قصر الكريستال، في حين أنها في القرن العشرين أصبحت عناصر مهمة في الخيال الشعبي، ونُظر إليها ككائنات مخفقة وغير متكيفة، ولكن أيضا كمخلوقات مدهشة ومرعبة في أفلام الوحوش. في الفلكلور، كان يُعتقد أن التماسيح تبكي لإغراء فرائسها، أو حزنًا على فرائسها، وهي قصة مروية في العصر الكلاسيكي، وكررها السير جون ماندفيل وويليم شكسبير. أدت المواقف السلبية تجاه الزواحف، وخاصة الثعابين، إلى اضطهادها بشكل واسع، ما ساهم في صعوبة الحفاظ على الزواحف في مواجهة آثار النشاط البشري مثل التلوث وفقدان موطن عيشها.

## السياق
تتكون الثقافة من السلوك الاجتماعي والمعايير الموجودة في المجتمعات البشرية والتي تنتقل عن طريق التعلم الاجتماعي. تشمل الأوساط الثقافية في جميع المجتمعات البشرية أشكالًا معبرة مثل الفن والموسيقى والرقص والطقوس والدين والتقنيات مثل استخدام الأدوات والطبخ والمأوى والملابس. يشمل مفهوم الثقافة المادية التعبيرات المادية مثل التكنولوجيا والهندسة المعمارية والفن، في حين أن الثقافة غير المادية تشمل مبادئ التنظيم الاجتماعي والأساطير والفلسفة والأدب والعلوم.
يستعرض عالم الأحياء العرقية لويس سيرياكو موقع الزواحف في الثقافة، كما درسه علم الأجناس، بالنظر إلى استخداماتها العملية، أي الغذاء والدواء والمواد الأخرى، وإسهامها في «التوازن البيئي» وتوازن الطبيعة؛ المواقف المعادية أو الخائفة تجاهها (خاصة الثعابين)، تسبب الاضطهاد، وهو تحد إضافي للحفاظ على البيئة. يرتبط هذا الاضطهاد، وفقًا لسيرياكو، وربما يكون سببه الخرافات والفولكلور عن الحيوانات.
يدرس علم الإثنولوجيا، على نطاق أوسع، مكان الحيوانات في الحياة البشرية، ويشمل مواضيع من ضمنها استخدام الحيوانات في الغذاء، سواء بالصيد أم التدجين، وفي الزراعة، والترفيه، والرياضة، والروايات عن الحيوانات الأسطورية، والاستخدامات الطبية والدينية السحرية، واستغلال المعارف التقليدية للحيوانات، والحفاظ على البيئة.
يوجد منظور أكثر حداثة، وهو النظر إلى تفاعلات البشر والزواحف على أنها شيء «أكثر من مجرد نشاط إنساني»، وبعبارة أخرى موضوع دراسة متعددة للأنواع. على سبيل المثال، يُبنى سلوك التماسيح «بالتفاعل بين الناس والتماسيح في وسط الناس»؛ اعتمدت نتائج مختلفة بشكل ملحوظ على «الترتيبات المؤسسية والمواقف تجاه تقاسم السد مع التماسيح» في قرى مختلفة في بنين، حيث قللت معرفة عادات التماسيح من هجماتها.

## التفاعلات الرمزية

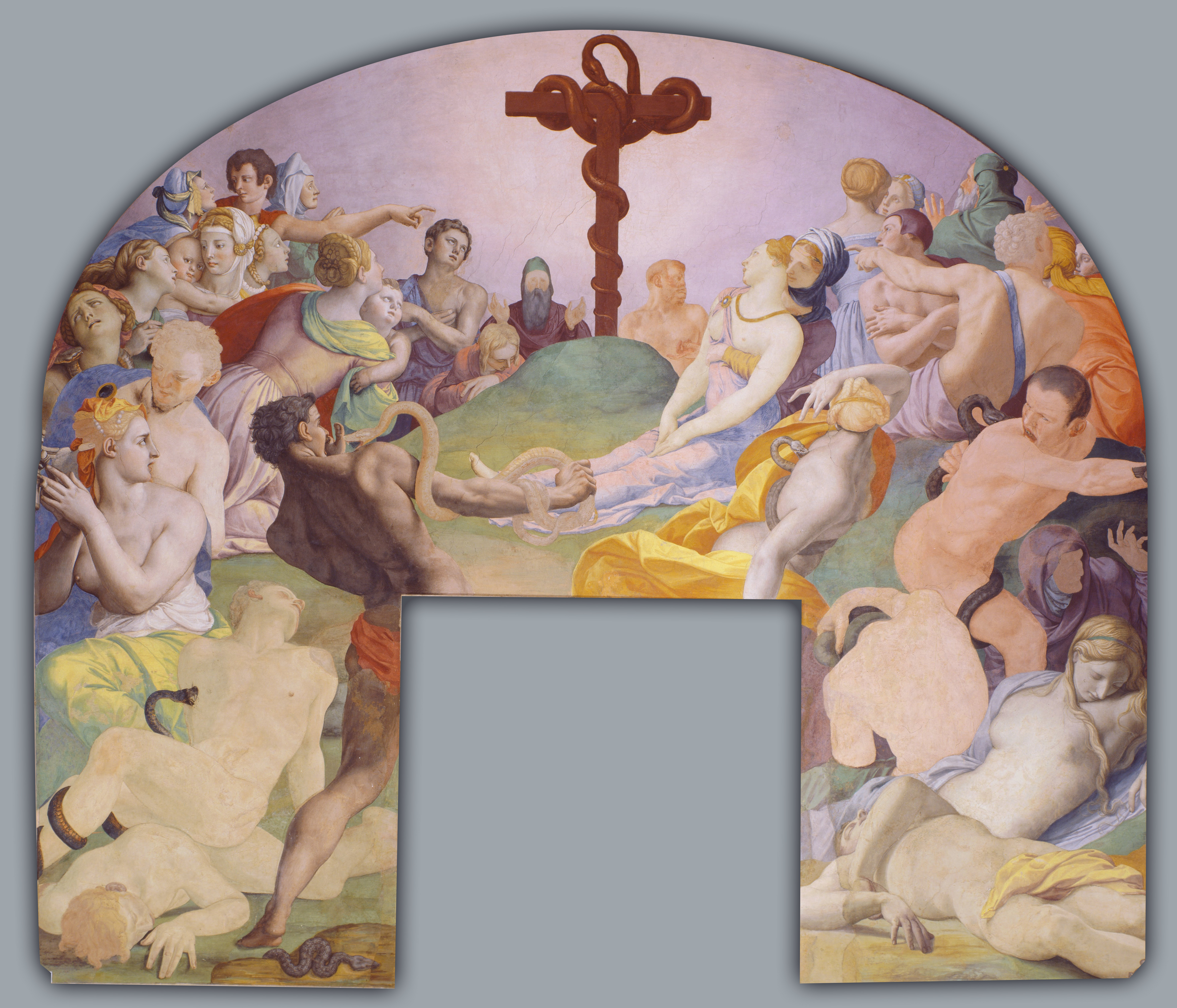
أغنولو برونزينو - عبادة الثعبان البرونزي

### الأساطير والدين
تظهر الزواحف الحقيقية، مثل التماسيح والثعابين، أو الخرافية، مثل التنين، في الأساطير والأديان في جميع أنحاء العالم. سلحفاة العالم التي تحمل العالم من القصص واسعة الانتشار، وورد ذكرها في الأساطير الهندوسية والصينية والأمريكية. سجل رومولو ألفيس وزملاؤه استخدام 13 نوعًا من الزواحف (التماسيح والثعابين) في البرازيل لأغراض دينية سحرية مثل تعويذات السحر، وجذب الشركاء الجنسيين، وتمائم للحماية من العين الشريرة.
التنين مخلوق أسطوري، عادة ما يحمل سمات تشبه الثعابين أو الزواحف، في أساطير الثقافات الأوروبية والصينية، مع نظرائها في اليابان وكوريا ودول شرق آسيا الأخرى. سُميت سحلية وولونغاسوروس تيمنًا بوولونغا، وهي من الزواحف الأسطورية الأسترالية. في الأساطير اليونانية، ترتبط الثعابين بالأعداء المميتة كرمز تحتي أو أرضي. أما هيدرا ليرنا التي هزمها هرقل، فهي من أبناء غايا، الأرض (هي وشقيقات غورغون الثلاث). وكانت ميدوسا واحدة من أخوات غورغون الثلاث، وهزمها بيرسوس. ووصفت ميدوسا بأنها خالدة وبشعة، لديها ثعابين بدلًا من الشعر، وقوة تحويل البشر إلى حجارة عندما ينظرون إليها. وبعد قتلها، أعطى بيرسوس رأسها لأثينا، وثبتته على درعها المسمى «آيجيس». صُوِّر الجبابرة في الفن بالثعابين بدلًا من السيقان والأقدام لنفس السبب، فهم من أبناء غايا وأورانوس، لذا فهم مقيدون بالأرض.